# Elizabeth Hargrave
Elizabeth Hargrave est une autrice americaine de jeux de société.

## Biographie
Après avoir obtenu sa maîtrise en politique publique, elle passe plus de dix ans en tant qu'analyste politique au NORC de l'université de Chicago (en).
Son premier jeu, Wingspan, remporte le Kennerspiel des Jahres 2019 du meilleur jeu pour connaisseurs de l'année. Quatre années après sa sortie, il s'est écoulé à plus de 1,7 million d'exemplaires,.
Hargrave encadre et tente de mettre en valeur les autrices de jeux, les auteurs non binaires et les auteurs racisés. En 2023, après avoir souligné le problème majeur de représentation des femmes dans l’industrie des jeux de société , elle reçoit des attaques sexiste du directeur des opérations de AEG, Ryan Dancey (en),.

## Ludographie
- Wingspan, 2019, édité par Stonemaier Games.
- Tussie-Mussie, 2019, édité par Button Shy Games.
- Wingspan Europe (extension), 2019, édité par Stonemaier Games.
- Mariposas, 2020, édité par AEG.
- Wingspan Océanie (extension), 2020, édité par Stonemaier Games.
- Wingspan Asie (extension + standalone), 2022, édité par Stonemaier Games.
- The Fox Experiment, 2023, édité par Pandasaurus.
- Undergrove, 2024, édité par AEG.

## Liste des récompenses et présélections
| Année | Jeu      | Cérémonie                   | Catégorie                                                                                            | État        | Références |
| ----- | -------- | --------------------------- | --- | ----------- | ---------- |
| 2019  | Wingspan | Spiel des Jahres            | Jeu pour connaisseurs                                                                                | Récompensé  |            |
| 2019  | Wingspan | Tric Trac d'or              | Jeu expert                                                                                           | Récompensé  | [ 7 ]      |
| 2019  | Wingspan | Deutscher Spiele Preis      | Jeu famille/adulte                                                                                   | Récompensé  |            |
| 2019  | Wingspan | Golden Geek Award           | Jeu de l'année, Illustrations, Jeu de cartes, Jeu familial, Jeu innovant, Jeu solo, Jeu de stratégie | Récompensé  | [ 8 ]      |
| 2019  | Wingspan | The Dice Tower Award        | Jeu de l'année                                                                                       | Récompensé  |            |
| 2019  | Wingspan | Nederlandse Spellenprijs    | Jeu expert                                                                                           | Sélectionné |            |
| 2019  | Wingspan | International Gamers Awards | Jeu de stratégie multi-joueur                                                                        | Sélectionné |            |